# Verizon Communications
A Verizon Communications (NYSE: VZ) é uma empresa de telecomunicações americana com sede na cidade de Nova York. É a segunda maior empresa de telecomunicações do mundo (depois da China Mobile) em receita e sua rede móvel é a maior operadora sem fio dos Estados Unidos, com 114,8 milhões de assinantes em 31 de março de 2024. 
Em 2013, foi revelado que a Verizon é a empresa parceira chave da Agência de Segurança Nacional (NSA) nos programas de vigilância global.
A Verizon é holding da empresa norte-americana que em 29 de julho de 1998, no processo das privatizações das telecomunicações no Brasil, adquiriu a Embratel. A empresa foi posteriormente vendida para a Telmex, do grupo América Móvil, que também controla a Claro.
Em 2022, a empresa ocupou a vigésima-terceira posição no ranking que reúne as 500 maiores empresas dos EUA, o Fortune 500.

## História
Em 1983, o Departamento de Justiça dos EUA chegou a um acordo com a AT&T Corporation para desmembrar o Sistema Bell. A Bell Atlantic Corporation foi formada em 1984 como resultado da divisão do Sistema Bell em sete empresas, sendo cada uma chamadas de Regional Bell Operating Company (RBOC), comumente chamada de "Baby Bells". A empresa tinha sede original na Filadélfia e operava nos estados da Pensilvânia, Nova Jersey, Delaware, Maryland, Virgínia e Virgínia Ocidental.
A lista original de empresas operacionais da Bell Atlantic incluía:
- The Bell Telephone Company of Pennsylvania
- New Jersey Bell
- Diamond State Telephone
- C&P Telephone (composta de 04 subsidiárias)

Em 1996, o CEO e presidente Raymond W. Smith orquestrou a fusão da Bell Atlantic com a NYNEX. Quando se fundiu, mudou sua sede corporativa da Filadélfia para a cidade de Nova York. A NYNEX foi consolidada no nome Bell Atlantic em 1997. 
Dois meses antes de a Comissão Federal de Comunicações (FCC) dar aprovação final à formação da Verizon Communications, a Bell Atlantic formou a Verizon Wireless em uma joint venture com a empresa britânica de telecomunicações Vodafone em abril de 2000. As empresas estabeleceram a Verizon Wireless operada pela Bell Atlantic, que detinha 55% do empreendimento. A Vodafone manteve 45% da empresa. O negócio foi avaliado em aproximadamente US$ 70 bilhões e criou uma operadora de telefonia móvel com 23 milhões de clientes. A Verizon Wireless fundiu a rede sem fio da Bell Atlantic, as participações AirTouch e PrimeCo da Vodafone e a divisão sem fio da GTE. Devido ao seu tamanho, a Verizon Wireless foi capaz de oferecer cobertura nacional a taxas competitivas, o que lhe deu uma vantagem sobre os provedores regionais típicos da época.
A Bell Atlantic mudou seu nome para Verizon Communications em junho de 2000, quando a FCC aprovou a fusão de US$ 64,7 bilhões com a empresa telefônica GTE, quase dois anos após o acordo ter sido proposto em julho de 1998. A fusão foi anunciada em 4 de abril. O nome Verizon deriva da combinação das palavras veritas, latim para verdade, e horizonte.
A aprovação veio com 25 estipulações para preservar a concorrência entre as operadoras de telefonia locais, incluindo investimentos em novos mercados e tecnologias de banda larga. 
A Verizon se tornou a maior empresa telefônica local dos Estados Unidos, operando 63 milhões de linhas telefônicas em 40 estados. A empresa também herdou 25 milhões de clientes de telefonia móvel.  Além disso, a Verizon ofereceu serviços de internet e chamadas de longa distância em Nova York, antes de expandir as operações de longa distância para outros estados. 
A Verizon lançou o serviço 3G em 2002, o que dobrou a velocidade da Internet da época para 144 kb por segundo. Em agosto de 2002, a Verizon começou a oferecer chamadas locais, de longa distância e móveis, bem como serviço de Internet, em um pacote. Inicialmente, estava disponível apenas para clientes em Nova York e Massachusetts. 
O Dow Jones Industrial Average adicionou a Verizon Communications ao seu índice de mercado de ações em abril de 2004. A Verizon substituiu a concorrente de telecomunicações AT&T, que fazia parte do índice desde a Grande Depressão.
A partir de 2005, a Verizon reforçou seu foco em seus negócios de telefonia móvel, Internet e TV, vendendo uma série de seus negócios focados em telefonia fixa nos EUA e ativos internacionais. 
A Verizon iniciou negociações em 2005 para comprar a operadora de longa distância MCI, que aceitou a oferta inicial de US$ 6,75 bilhões da empresa em fevereiro, mas depois recebeu uma oferta maior da Qwest Communications. A Verizon aumentou sua oferta para US$ 7,6 bilhões, que a MCI aceitou em 29 de março de 2005. A aquisição deu à empresa acesso aos milhões de clientes corporativos e participações internacionais da MCI, expandindo a presença da Verizon em mercados globais. Como resultado, a Verizon Business foi estabelecida como uma nova divisão para atender aos clientes empresariais e governamentais da empresa. A FCC aprovou o acordo em 31 de outubro de 2005, avaliando-o em US$ 8,5 bilhões. As receitas da Verizon em 2006 aumentaram em até 20% após a compra. 
O USA Today relatou em maio de 2006 que a Verizon, assim como a AT&T e a BellSouth, forneceram à Agência de Segurança Nacional registros telefônicos fixos após os ataques de 11 de setembro. No mesmo mês, um processo de US$ 50 bilhões foi movido por dois advogados em nome de todos os assinantes da Verizon por violações de privacidade e para impedir que a empresa divulgasse registros adicionais sem consentimento ou mandado. Os manifestantes organizaram o Dia Nacional da Out(R)age devido em parte à controvérsia. Em 2007, a Verizon declarou que atendia apenas "demandas legais" de informações, mas também reconheceu ter entregue informações de clientes a agências governamentais sem ordens judiciais ou mandados 720 vezes entre 2005 e 2007.
Em maio de 2007, a Verizon adquiriu a CyberTrust, uma empresa privada fornecedora de serviços globais de segurança da informação. 
A Verizon abriu suas redes para aplicativos e dispositivos de terceiros pela primeira vez em 2007, uma decisão que lhe permitiu participar do leilão de espectro de "acesso aberto" de 700 MHz da FCC em 2008.  Durante o leilão, a empresa ofereceu US$ 9,4 bilhões e ganhou a maior parte das licenças nacionais e locais para ondas de rádio que alcançam aproximadamente 469 milhões de pessoas. A Verizon utilizou o espectro aumentado para seu serviço 4G. 
A Verizon adquiriu a Rural Cellular Corp. por US$ 2,7 bilhões em dinheiro e assumiu dívidas em 2008. Naquele verão, a Verizon anunciou que compraria a operadora de telefonia móvel Alltel por US$ 28,1 bilhões. A aquisição incluiu 13 milhões de clientes, o que permitiu à Verizon Wireless ultrapassar a AT&T em número de clientes e alcançar novos mercados em áreas rurais. 
Os presidentes da Verizon e do Google concordaram que a neutralidade da rede deveria ser definida e limitada em agosto de 2010. 
A Verizon introduziu sua rede 4G LTE em 38 mercados, bem como aeroportos em sete cidades adicionais em dezembro de 2010. A empresa planejou uma expansão contínua de três anos do serviço 4G.

### Expansão dos serviços (2011–presente)
A Verizon adquiriu a Terremark, uma empresa de serviços de tecnologia da informação, por US$ 1,4 bilhão no início de 2011. A Verizon comprou a Hughes Telematics, uma produtora de recursos sem fio para automóveis, por US$ 612 milhões em junho de 2012 como parte de sua estratégia de expansão para novas áreas de crescimento em seus negócios sem fio.  
Em agosto de 2012, o Departamento de Justiça aprovou a compra pela Verizon do espectro Advanced Wireless Services (AWS) de um consórcio de empresas de cabo, incluindo Comcast, Time Warner Cable e Bright House Networks, por US$ 3,9 bilhões. A Verizon começou a expandir sua rede LTE utilizando essas ondas extras em outubro de 2013. 
O The Guardian informou que obteve uma ordem do Federal Bureau of Investigation (FBI) e aprovada pelo Tribunal de Vigilância de Inteligência Estrangeira dos Estados Unidos que exigia que a Verizon fornecesse à Agência de Segurança Nacional (NSA) metadados telefônicos para todas as chamadas originadas nos EUA.  A Verizon Wireless não fazia parte da coleta de dados da NSA para contas sem fio devido a problemas de propriedade estrangeira.
A Verizon comprou a participação de 45% da Vodafone na Verizon Wireless em setembro de 2013 por US$ 130 bilhões. O acordo foi fechado em 21 de fevereiro de 2014 e se tornou o terceiro maior acordo corporativo já assinado, dando à Verizon Communications a propriedade exclusiva da Verizon Wireless. 
A Verizon aumentou sua rede de fibra óptica e recursos 5G em fevereiro de 2017, quando fechou sua aquisição de US$ 1,8 bilhão do negócio de rede de fibra óptica da XO Communications. A Verizon e a Corning Inc. anunciaram um acordo em abril de 2017 pelo qual a Verizon compraria 12,4  milhões de milhas de fibra óptica por ano da Corning de 2018 a 2020. Meses depois, a Verizon comprou os ativos de fibra óptica da WideOpenWest no mercado de Chicago por US$ 225 milhões. 
O Verizon Connect foi criado em 2018, combinando as unidades individuais Telematics, Fleetmatics e Telogis. 
A Verizon começou a implementar a sua rede móvel 5G em abril de 2019; a rede estava ativa em 30 cidades até ao final do ano. A Verizon utiliza o espectro de ondas milimétricas (mmWave) como parte da sua rede 5G. Embora seja capaz de atingir velocidades muito elevadas, a mmWave tem um alcance limitado e uma fraca penetração nos edifícios. 
Em 14 de janeiro de 2020, a Verizon anunciou o lançamento do seu mecanismo de busca focado na privacidade, o OneSearch. 
A Verizon adquiriu o serviço de videoconferência BlueJeans em maio de 2020 para expandir suas ofertas de portfólio de negócios, particularmente suas ofertas de comunicações unificadas. Embora o preço da aquisição não tenha sido anunciado, acreditava-se que estivesse na faixa de menos de US$ 500 milhões. 
Em setembro de 2020, a Verizon anunciou seus planos de adquirir a TracFone Wireless (uma unidade de negócios da empresa mexicana de telecomunicações, América Móvil) por US$ 6,25 bilhões. O negócio foi aprovado pela FCC em 22 de novembro de 2021 e fechado no dia seguinte.
A Verizon mais que dobrou suas participações existentes de espectro de banda média no início de 2021, adicionando uma média de 161 MHz de Banda C em todo o país, comprada por US$ 52,9 bilhões em um leilão de Banda C da FCC. A empresa ganhou entre 140 e 200 MHz de espectro de Banda C em todos os mercados disponíveis. 

#### Aquisição da AOL e Yahoo
A Verizon adquiriu a AOL em 2015 em um acordo avaliado em cerca de US$ 4,4 bilhões. No ano seguinte, a Verizon anunciou que adquiriria o principal negócio de internet do Yahoo! por US$ 4,83 bilhões. Após a conclusão das aquisições, a Verizon criou uma nova divisão chamada Oath, que inclui as marcas AOL e Yahoo. A venda não incluiu as participações do Yahoo no Alibaba Group e no Yahoo! Japão. 
A Verizon concluiu a aquisição do Yahoo por US$ 4,48 bilhões em 13 de junho de 2017. 
A Verizon vendeu seu grupo de mídia, incluindo AOL e Yahoo, para a Apollo Global Management por US$ 5 bilhões em 2021, com a Verizon mantendo uma participação de 10% na divisão. 

## Brasil
Em 29 de julho de 1998, durante processo de abertura e modernização das telecomunicações brasileiras, foi privatizada pelo ex-presidente Fernando Henrique Cardoso. Em leilão na Bolsa de Valores do Rio de Janeiro, foi adquirida pela empresa norte-americana MCI World Com, subsidiária da Verizon, por 2,65 bilhões de reais, valor 47,22% acima do esperado pelo governo. Posteriormente, o nome da empresa MCI World Com foi substituído para WorldCom. Em 21 de Julho de 2002, WorldCom entrou com pedido de falência nos Estados Unidos.
Em 2004, a Embratel foi adquirida pela companhia mexicana Telmex por 400 milhões de dólares, além das dívidas em torno de 1 bilhão de dólares que foram assumidas pelos mexicanos, acumuladas desde a época que a empresa era estatal. A operação de compra pela Telmex correspondeu a praticamente a metade do valor faturado pelo governo brasileiro seis anos antes, quando vendeu para a MCI através do leilão de privatização em 1998. No ano seguinte, a Embratel incorporou a Telmex do Brasil, que detinha uma parcela da NET.

## Controvérsias
Por intermédio de uma malconduzida tentativa de reduzir o tráfego de spam, em 22 de dezembro de 2004 a Verizon configurou seus servidores nos Estados Unidos para não mais aceitarem e-mails oriundos da Europa. Os domínios de origem dos e-mails só eram desbloqueados após o registro de uma queixa formal.

## Escândalo da colaboração com a NSA
Em 23 de outubro de 2013, seguindo as revelações da vigilância global pela NSA, feitas por Edward Snowden, a Verizon foi identificada como sendo uma empresa parceira chave da NSA nas operações de Coleta Upstream, sendo paga pela NSA para coletar dados mundialmente através do Stormbrew que opera com o PRISM.
Na América Latina, o Brasil foi o país mais monitorado pela NSA. Embora não haja números exatos para o Brasil, em setembro de 2013 o jornal O Globo divulgou um infográfico, baseado em relatórios eletrônicos da NSA divulgados por Snowden, em cuja escala de cor o Brasil aparece logo atrás dos Estados Unidos, que tiveram 2,3 bilhões de mensagens e telefonemas espionados no período de 2001 a março de 2013. O infográfico também revelou que pelo menos até 2008 o Brasil era um dos países sul-americanos monitorados pela NSA por intermédio do XKeyscore.
Em 18 de dezembro de 2013, a imprensa americana publicou o relatório do Grupo Presidencial para Revisão da Inteligência e Tecnologia de Comunicações, um grupo criado pelo Presidente Barack Obama logo após as revelações dos programas para rever as atividades de vigilância do governo. O painel concluiu que o programa de vigilância da NSA com a colaboração de empresas como a Verizon "não é essencial para a prevenção de ataques terroristas". O grupo também concluiu que as informações obtidas em casos envolvendo terrorismo poderiam facilmente ser obtidas, em tempo hábil, utilizando ordens judiciais convencionais.
Em 13 de maio de 2014, no livro "Sem lugar para se esconder", o ex-advogado e jornalista estadunidense Glenn Greenwald revelou nomes de diversas empresas chaves na parceria com a NSA no programa de vigilância e espionagem mundial.

### Revelações anteriores
Em 11 de maio de 2006, o jornal USA Today noticiou que a NSA havia secretamente coletado os registros de ligações telefônicas de dezenas de milhões de estadunidenses, para isto utilizando-se de dados fornecidos pela AT&T, Verizon e BellSouth, e que esses dados estavam sendo usados para analisar padrões de chamadas em um esforço alegadamente para detectar atividades terroristas.
Em 15 de outubro de 2007 a Verizon admitiu haver fornecido ao governo federal estadunidense dados de ligações telefônicas de seus clientes, entre os anos de 2005 e 2007. De todas as coletas de dados realizadas, noventa e quatro mil foram realizadas com autorização judicial, porém ao menos outras 720 foram realizadas sem qualquer autorização.
Apesar do furor ocorrido em 2006 e 2007, o escândalo só veio a se concretizar em 6 de junho de 2013, quando as revelações feitas por Edward Snowden levaram o jornal britânico The Guardian a denunciar a colaboração da Verizon com o programa de vigilância da NSA. Na mesma data, a revista estadunidense The New Yorker revelou também que a NSA vinha mantendo um banco de dados com os metadados de todas as ligações telefônicas estabelecidas pela Verizon dentro dos Estados Unidos (inclusive ligações locais para telefones fixos) e também de todas as comunicações entre os Estados Unidos e o exterior. Com o consentimento da empresa Verizon, juntamente com as empresas AT&T e BellSouth, o monitoramento teve início pouco após os ataques de 11 de setembro de 2001, portanto muito antes do ano de 2006, e esse monitoramento foi efetivamente responsável pela captura de dados de milhões de telefonemas diários.

## Patrocínios

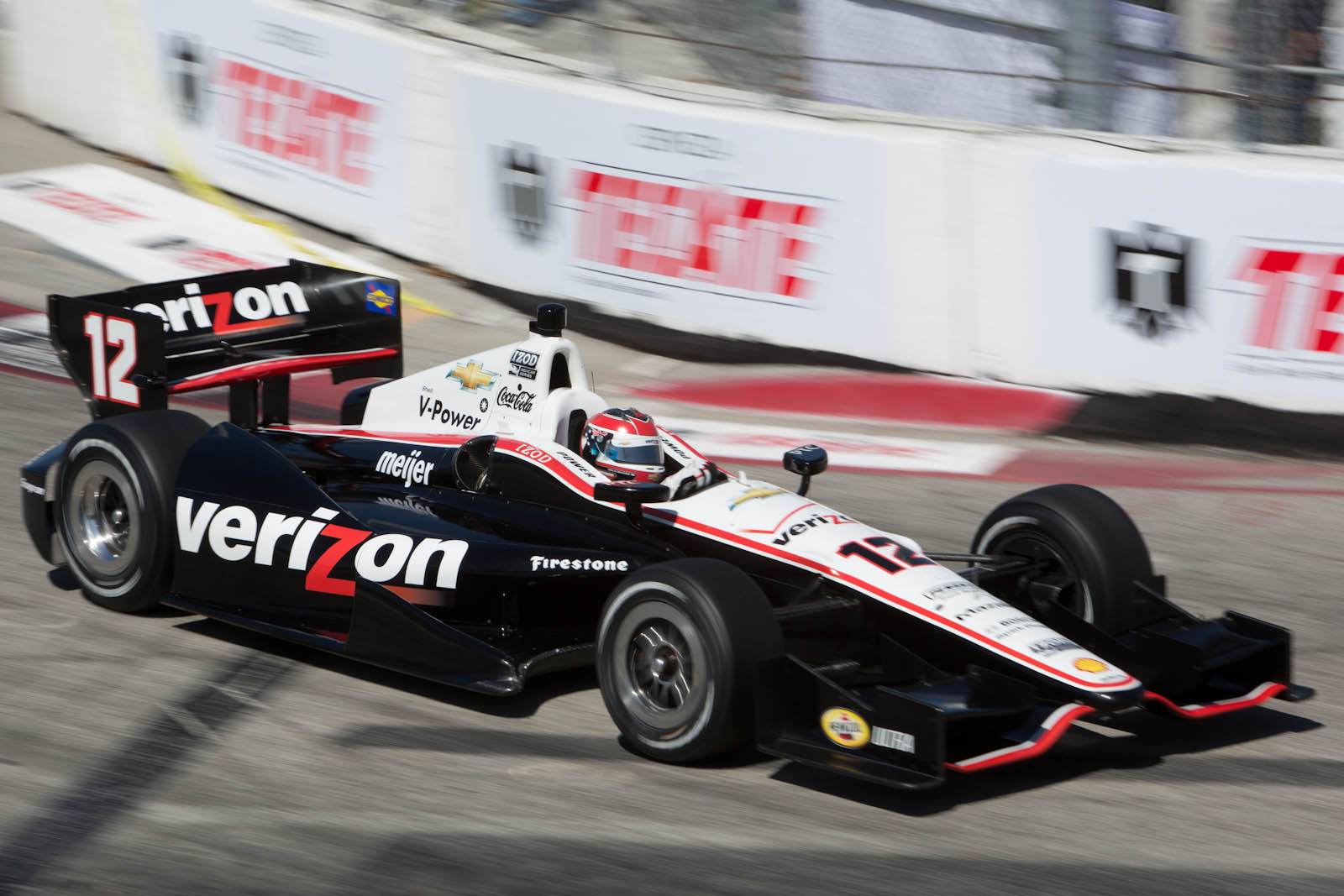
Carro da IndyCar Series com patrocínio da Verizon.

A Verizon está presente em patrocínios em vários eventos esportivos, já foi a principal patrocinadora da NHL em 2007, da NFL em 2010, além de dar nomes a algumas casas de shows e arenas esportivas nos Estados Unidos. No automobilismo foi a principal patrocinadora da IndyCar Series em 2014, além de patrocinar alguns carros na NASCAR.